# Bagan Sinembah (onderdistrict)
Bagan Sinembah is een onderdistrict (kecamatan) in het regentschap Rokan Hilir in de Indonesische provincie Riau,  Sumatra, Indonesië.

## Verdere onderverdeling
Het onderdistrict Bagan Sinembah is anno 2010 verdeeld in 15 kelurahan, plaatsen en dorpen:
1. Bagan Batu telt 33.877 inwoners
2. Bagan Bhakti telt 1538 inwoners
3. Bagan Sinembah telt 4442 inwoners
4. Bahtera Makmur telt 12.447 inwoners
5. Balai Jaya telt 13.349 inwoners
6. Balam Sempurna telt 24.366 inwoners
7. Gelora telt 2288 inwoners
8. Harapan Makmur  telt 2036 inwoners
9. Kencana telt 1938 inwoners
10. Lubuk Jawi telt 2172 inwoners
11. Panca Mukti telt 2103 inwoners
12. Putih telt 8899 inwoners
13. Pelita telt 1611 inwoners
14. Salak telt 895 inwoners
15. Suka Maju telt 890 inwoners